# Masaaki Kanno
Masaaki Kanno (japanisch 菅野 将晃 Kanno Masaaki; * 15. August 1960 in der Präfektur Kanagawa) ist ein ehemaliger japanischer Fußballspieler und -trainer.

## Karriere
Kanno erlernte das Fußballspielen in der Schulmannschaft der Asahi High School. Seinen ersten Vertrag unterschrieb er 1979 bei Furukawa Electric. Der Verein spielte in der höchsten Liga des Landes, der Japan Soccer League. 1982 und 1986 gewann er mit dem Verein den JSL Cup. Mit dem Verein wurde er 1985/86 japanischer Meister. Mit Gründung der Profiliga J.League 1992 und der damit verbundenen Neuorganisation des japanischen Fußballs wurde der Furukawa Electric zu JEF United Ichihara. Für den Verein absolvierte er 212 Erstligaspiele. 1994 wechselte er zum Zweitligisten Kyōto Purple Sanga. Ende 1994 beendete er seine Karriere als Fußballspieler.

## Erfolge
Furukawa Electric
- Japan Soccer League

Meister: 1985/86
- JSL Cup

Sieger: 1982, 1986
Finalist: 1979, 1990
- Kaiserpokal

Finalist: 1984